# Raïon de Mouïezerski
Le raïon de Mujejärvi (russe : Муезерский район, carélien:Mujejärven piiri) est l'un des seize raïons de la république de Carélie en Russie.

## Description
La superficie du raïon est de 17 660 km2.
Son centre administratif est la ville de Mujejärvi.
Le raïon de Mujejärvi est bordé au nord par le raïon de Kostamus, le raïon de Kalevala, au nord est par le raïon de Belomorsk, à l'est par le raïon de Segueja et le raïon de Karhumäki, au sud par le raïon de Suojärvi et à l'ouest par la Finlande.

## Politique et administration

### Statut
Le raïon est un des seize raïons de la république de Carélie, dans le district fédéral du Nord-Ouest. Son statut est un raïon municipal, et il comporte ainsi plusieurs municipalités à l'intérieur de lui,.

### Tendances politiques
| Scrutin             | 1er tour | 1er tour | 1er tour | 1er tour | 1er tour | 1er tour | 1er tour | 1er tour | 1er tour | 1er tour | 1er tour | 1er tour | 2d tour                  | 2d tour                  | 2d tour                  | 2d tour                  | 2d tour                  | 2d tour                  | 2d tour                  | 2d tour                  |
| Scrutin             | 1er      | 1er      | %        | 2e       | 2e       | %        | 3e       | 3e       | %        | 4e       | 4e       | %        | 1er                      | %                        | 2e                       | %                        | 3e                       | %                        | 4e                       | %                        |
| ------------------- | -------- | -------- | -------- | -------- | -------- | -------- | -------- | -------- | -------- | -------- | -------- | -------- | ------------------------ | ------------------------ | ------------------------ | ------------------------ | ------------------------ | ------------------------ | ------------------------ | ------------------------ |
| Présidentielle 2012 |          | ER       | 61,42    |          | KPRF     | 15,70    |          | LDPR     | 8,57     |          | SE       | 7,3      | Victoire au premier tour | Victoire au premier tour | Victoire au premier tour | Victoire au premier tour | Victoire au premier tour | Victoire au premier tour | Victoire au premier tour | Victoire au premier tour |
| Gouvernorale 2017   |          | ER       | 62,62    |          | SRZP     | 17,14    |          | KPRF     | 11,11    |          | LDPR     | 6,56     | Victoire au premier tour | Victoire au premier tour | Victoire au premier tour | Victoire au premier tour | Victoire au premier tour | Victoire au premier tour | Victoire au premier tour | Victoire au premier tour |
| Présidentielle 2018 |          | ER       | 76,32    |          | LDPR     | 9,13     |          | KPRF     | 8,76     |          | GRANI    | 1,34     | Victoire au premier tour | Victoire au premier tour | Victoire au premier tour | Victoire au premier tour | Victoire au premier tour | Victoire au premier tour | Victoire au premier tour | Victoire au premier tour |

## Démographie
Recensements (*) ou estimations de la population
| 1989*  | 2002*  | 2009   | 2010   |
| ------ | ------ | ------ | ------ |
| 20 638 | 16 556 | 14 719 | 12 236 |

| 2011   | 2013   | 2015   | 2017   |
| ------ | ------ | ------ | ------ |
| 12 199 | 11 615 | 10 847 | 10 278 |

| 2019  | 2021  | - | - |
| ----- | ----- | - | - |
| 9 811 | 9 241 | - | - |